# Hildenborough
Hildenborough est une localité du Kent, au Royaume-Uni.
Au recensement de 2001, la circonscription électorale de Hildenborough compte une population de 4 588 habitants. 